# Sekip Hulu
Sekip Hulu is een bestuurslaag in het regentschap Indragiri Hulu van de provincie Riau, Indonesië. Sekip Hulu telt 5915 inwoners (volkstelling 2010).